# Speonomus ellipticus
Speonomus ellipticus es una especie de escarabajo del género Speonomus, familia Leiodidae. Fue descrita por René Gabriel Jeannel en 1924. Se encuentra en España.